# Бренн (вождь сенонів)
Бренн (лат. Brennus) — вождь галльського племені сенонів кінця V — початку IV ст. до н. е., яке мешкало між сучасними ріками Сеною та Іонною на півночі Франції, засновник держави сенонів у Центральній Італії.

## Життєпис
Справжнє ім'я невідоме. Бренн — це визначення титулу головного вождя, особливо під час великого походу. Ймовірно він прийшов до влади у 410—405 році до н. е. Був досвідченою та поважною людиною серед сенонів. Втім невідомо, що змусило його розпочати похід свого племені до Італії. Можливо боротьба з іншими племенами або у пошуках нових родючих земель.
У 401 році Бренн розпочав похід через всю Галлію, вийшовши з Агедінка, головного міста сенонів, через Мелодун та Веллавнодун.
У 400 році до н. е. сенони на чолі із Бренном вдерлися до північної Італії, звідси вони витіснили етрусків. захопивши столицю Паданської Етрурії — Мардзаботто. Тут вони були недовго, незабаром зайняли землі між Анконою та Аріміном, збудувавши головне місце, яке римляни називали Сена Галльська (сучасна Сенігаллія).
У 391 році до н. е. сенони взяли в облогу етруське місто Клузій, який був союзний Риму. Втручання Римської республіки призвело до війни між Римом та сенонами. Вирішальна битва відбулася 18 липня 390 року до н. е. на річці Алія. Тут римська армія на чолі із Квінтом Сульпіцієм Лонгом (військовим трибуном з консульськими повноваженнями) була розбита вщент. Після цього сенони на чолі із Бренном захопили Рим, окрім Капітолія. Тоді галли вбили сенатора Марка Папірія і ще 79 сенаторів у приміщенні сенату, після чого піддали місто нищівному вогню. Облога укріпленого пагорба тривала 7 місяців. Врешті-решт було укладено угоду, згідно з якою римляни сплатили Бренну та сенонам 327 кг золота. Розповідь про те, що військовий та політичний діяч ранньої Римської республіки Марк Фурій Камілл розбив після цього галів й повернув золото є пізнішою римською патріотичною легендою.
Слідом за цим Бренн відступив до Сени Галльської. Після цього він ще 5 разів вдирався до Лаціуму. Утворена ним держава сенонів ще у 360-х роках до н. е. продовжувала успішні війни в Апулії та Самніумі, поки спільні дії італійських та латинських племен не змусили сенонів відступити на північ.
Бренн також відомий за висловом «Горе переможеним!».